# Honey Sri-Isan
Honey Sri-Isan  (en tailandés: ฮันนี่ ศรีอีสาน, 22 de octubre de 1971–26 de febrero de 1992) fue una cantante tailandesa de ritmos mor lam y luk thung perteneciente a la región de Isan. Fue popular entre 1991 y 1992. La mayoría de sus canciones son baladas sentimentales, lo mismo que Siriporn Ampaipong y Jintara Poonlarp.

## Biografía
Nació en Suphin Hemvijit el 22 de octubre de 1971, en la provincia de Chang Kalasin, es conocida en su país como "Phin". Es una de las cuatro hijas del Khamtha y Mee Hemvijit.
Honey consiguió la fama en 1991 con su álbum Namta Lon Bon Theenon,
Honey murió el 15 de abril de 1992, con un accidente de tráfico en Sisaket.

## Discografía

### Álbumes musicales
- Nam Ta Lon Bon Tee Non (น้ำตาหล่นบนที่นอน)
- Won Phee Mee Rak Diew. (วอนพี่มีรักเดียว)
- Karasin girls don't hope. (สาวกาฬสินธุ์สิ้นหวัง)
- Kao Taeng Rao Trom (เขาแต่ง เราตรม)
- Fan Rak Fan Rai (ฝันรัก ฝันร้าย)
- Suay Pro Pra Daek (สวยเพราะปลาแดก)